# マイクロ波イメージング
マイクロ波イメージング（マイクロはイメージング、英語: Microwave imaging）とはマイクロ波を使用して内部構造を可視化する手法。

## 概要
マイクロ波の吸収、散乱、回折を利用して画像を構成する。マイクロ波イメージングによる撮像法として，パルス・レーダを使ったコンフォーカル（conforcal 共焦点）アレイとトモグラフィ（tomography 断層撮影）があり、共焦点撮影では観察対象に短パルスを送信して同じアンテナや別のアンテナで反射信号を受信して複数の位置から送信して複数の位置で受信した多くの信号を合成することによって3次元後方散乱波電力分布を求める。一方、断層撮影では比較的狭い帯域の電磁波を使う事例が多く、パルス・レーダとは異なり、断層撮影では逆散乱問題を解くことによって撮像領域の比誘電率と導電率の電磁気学的パラメータ分布を表示する。RPM法（Range Points Migration）によって精度の向上が期待される。

## 特徴
X線を照射するX線マンモグラフィでは線量を抑えたとしても被曝は不可避だがマイクロ波イメージングではX線の被曝を回避可能である。また、がん細胞は正常細胞と比較して誘電率が著しく高いため、UWBレーダで画像化すると強調されるため、成長途上の小さながん細胞でも早期に発見することが期待できる。UWBレーダ装置はX線マンモグラフィよりも廉価になる。

## 用途
マンモグラフィ等の医療分野や手荷物検査、非破壊検査等での活用が期待される。